# Daniele Romano
Daniele Romano (sinh ngày 5 tháng 5 năm 1993) là một cầu thủ bóng đá người Ý thi đấu cho FC Wohlen.